# М-11 (двигатель)
M-11 — авиационный двигатель, серийно выпускавшийся в СССР, в многочисленных модификациях, с 1929 по 1952 год, а в эксплуатации до 1959 года. Первый авиадвигатель собственной советской разработки, вошедший в серийное производство. Разработан конструкторским бюро Государственного авиазавода № 4 («Мотор») в рамках конкурса на лучшую конструкцию мотора для учебных самолётов номинальной мощностью 100 л. с., объявленного в 1923 году. Главным инженером завода (по другим источникам — начальником КБ) в это время был А. Д. Швецов. Сам Швецов, хотя и был премирован, не приписывал себе авторства.
Для своего времени двигатель не обладал выдающимися характеристиками, однако был вполне надежен, технологичен в производстве, не очень капризен к используемым топливу и маслам. Он мог быть изготовлен с минимальным использованием импортных материалов и комплектующих. Двигатели ранних выпусков имели малый ресурс и множество «детских болезней», однако конструкция и технология изготовления были вполне доведены при развертывании серийного производства силами ОКБ завода № 29 в Запорожье, которым руководил Аркадий Сергеевич Назаров.

## Основные технические данные двигателя
- Тип : четырёхтактный пятицилиндровый радиальный двигатель с воздушным охлаждением
- Диаметр цилиндра : 125 мм
- Ход поршня : 140 мм
- Объём двигателя : 8590 см³
- Сухой вес двигателя : 165 кг
  - Модификации
- М-11 — 100 л. с. (73,5 кВт) при 1600 об / мин.
- М-11Д, М-11К — 115 л. с. (84,6 кВт)
- M-11F — 145 л. с. (107 кВт) при 1740 об / мин.

## Модификации

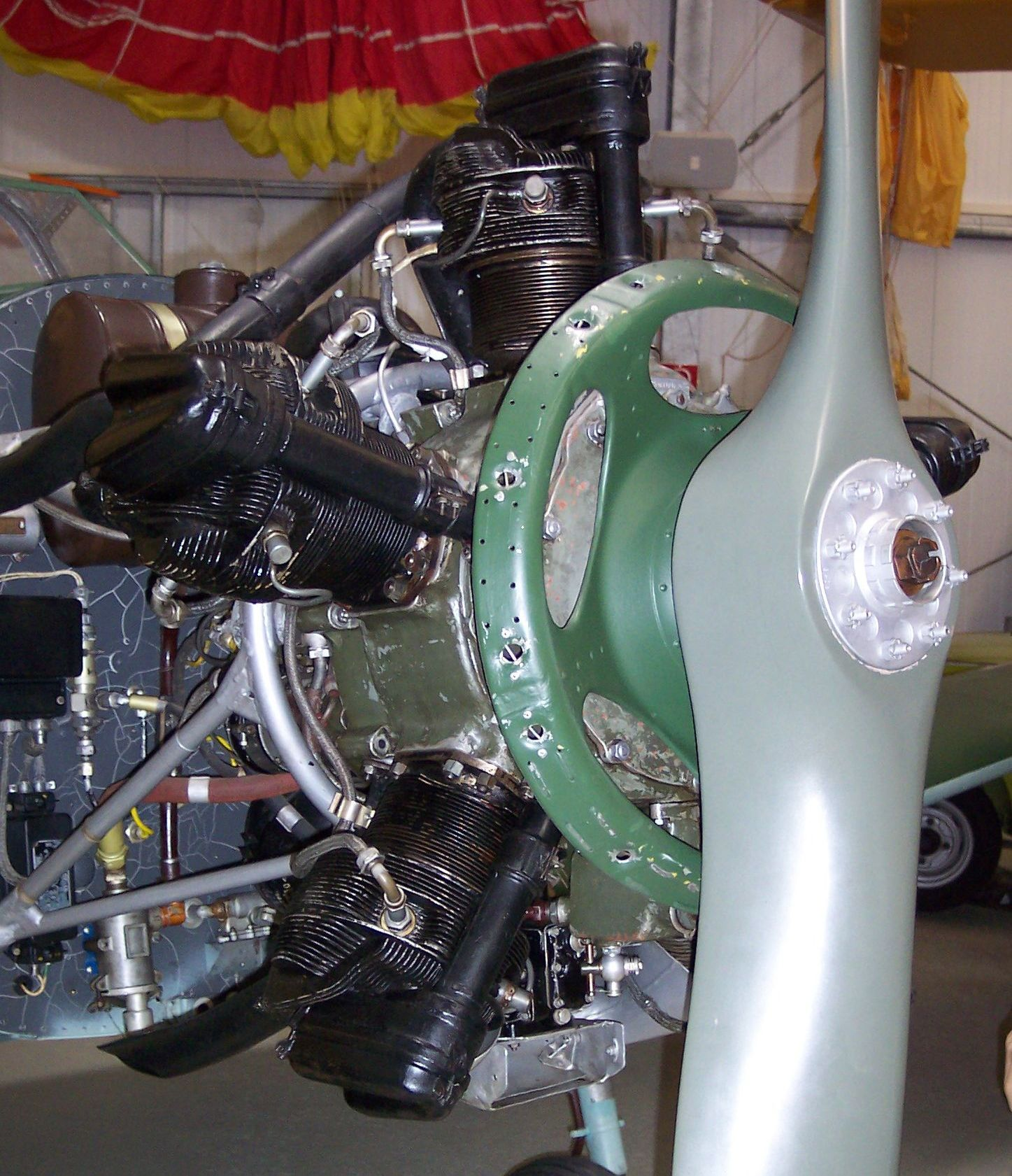
М-11Ф там же

Двигатель неоднократно модернизировался, форсировался (до 180 л. с.), дорабатывался для выпуска в условиях военного времени.
- М-11А, М-11В, М-11Г — модифицированные двигатели, выпускались с 1932 по 1940 годы.

Технические характеристики
- Рабочий объём 8,6 л
- Степень сжатия: 5,0
- Масса двигателя : 160 кг
- мощность :
- на взлетном режиме 110 л. с.
- на крейсерском режиме: 100 л. с.
- Частота вращения: 1650 об / мин
- Удельная масса: 1,6 кг / л. с.
- Литровая мощность: 11,63 л. с. / л* М-11Д — мотор с увеличенной мощностью, выпускался с 1940 по 1947 годы.

- - М-11К, М-11Л — усовершенствованные двигатели их конструкция позволяла использовать металлический винт, имели систему запуска сжатым воздухом. Производились после ВОВ, М-11Л с 1946 года.
- М-11ФР — форсированная модификация, разработана в 1946 г., (мощность на взлетном режиме 160 л. с.) выпускалась с 1948 по 1952 годы. С 1954 года М-11ФР выпускался в Китае.

В начале 1930-х годов было разработано целое семейство двигателей на его основе, однако эти двигатели серийно не выпускались:
- М-50 — трехцилиндровый
- М-51 — пятицилиндровый, модернизированный М-11
- М-48 — семицилиндровый (МГ-21 развивал мощность 240 л. с.)

- МГ-31 Дальнейшая модификация МГ-11 — девятицилиндровый мощностью 330 л. с.
- М-49 — девятицилиндровый

ООО «Истринский экспериментально-механический завод» (ИЭМЗ) на основе конструкции М-11ФР с использованием современных материалов и технологий предполагал начать выпуск целой линейки двигателей разной мощности, в том числе и двигателей для БПЛА. Базовый двигатель семейства, названный РР5-105-126, представлял собой переработанный клон М-11ФР. Он готовился к стендовым испытаниям летом-осенью 2011 года.

## Конструкция

Работа пятицилиндрового звездообразного двигателя

Поршневой пятицилиндровый двигатель воздушного охлаждения с радиальным расположением цилиндров. Конструкция его была довольно оригинальна, в частности, привод к клапанам производился не от центральной кулачковой шайбы, как в большинстве звездообразных моторов, а от отдельных для каждого цилиндра кулачковых валиков. Также было применено новое в то время резьбовое соединение литой алюминиевой головки цилиндра со стальной гильзой. К недостаткам можно было отнести применение подшипников качения для главного шатуна, что привело к низкому ресурсу (порядка 50 часов у первых двигателей).
В 1927 году серийное производство передали на Государственный авиазавод № 29 (ныне «Мотор Сич», Запорожье, Украина), где в июле 1930 года был организован опытно-конструкторский отдел под руководством А. С. Назарова, который проделал большую работу по совершенствованию двигателя: был переработан полностью кривошипно-шатунный механизм на подшипники скольжения, проведены изменения в цилиндро-поршневой группе, значительно усовершенствована технология производства и сборки мотора и др. Ресурс мотора непрерывно увеличивался: в 1932 году ресурс составлял 200 часов, в 1936 году — уже 400 часов. Серийно М-11 изготавливался до 1952 года. Всего было выпущено более 50 тыс. двигателей. В 1959 году вышел приказ о полном списании с эксплуатации в клубах и школах ДОСААФ двигателя М-11 и его модификаций.

## Применение
М-11 был одним из самых массовых советских авиадвигателей. Он устанавливался на десятках типов серийных и опытных самолётов и вертолетов, среди которых:
СССР
- АИР-6
- Г-20
- МиГ-8
- Пегас
- САМ-5
- САМ-25
- У-2
- УТ-1
- УТ-2
- Ш-2
- Ще-2
- Фанера-2
- ЭГ
- Як-6
- Як-12
- Як-18
- VEF I-17

Китай
- Nanchang CJ-6

Польша
- LWD Junak
- LWD Szpak
- LWD Żuraw
- PZL S-1
- PZL S-4 Kania

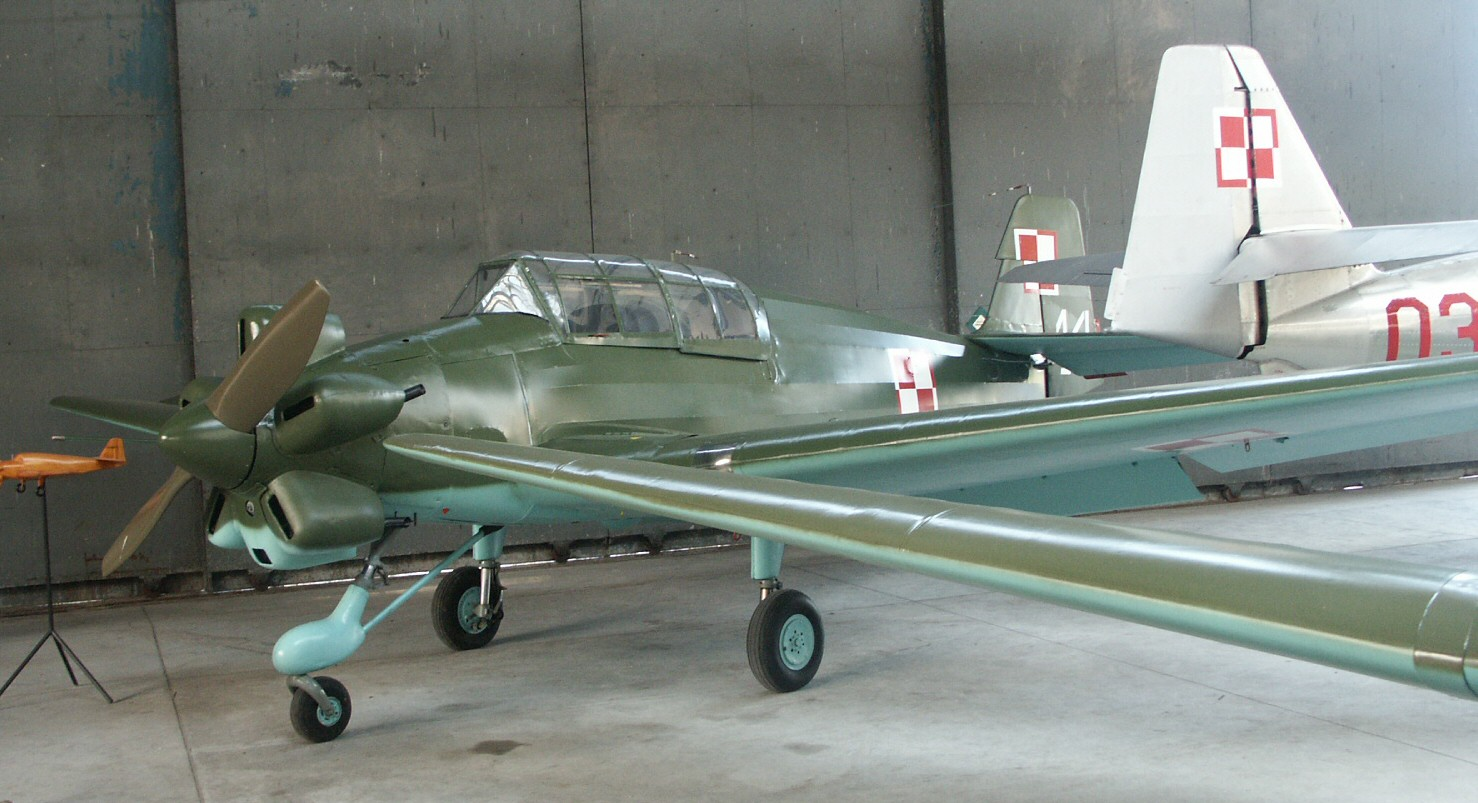
LWD Junak-3

Кроме того, М-11 устанавливали на аэросани (АНТ-IV, ГАЗ-98К, НАТИ-9, НКЛ-26, А-3) и глиссеры («Автодор-3», НКЛ-5).

## Галерея

Самолеты с двигателем М-11
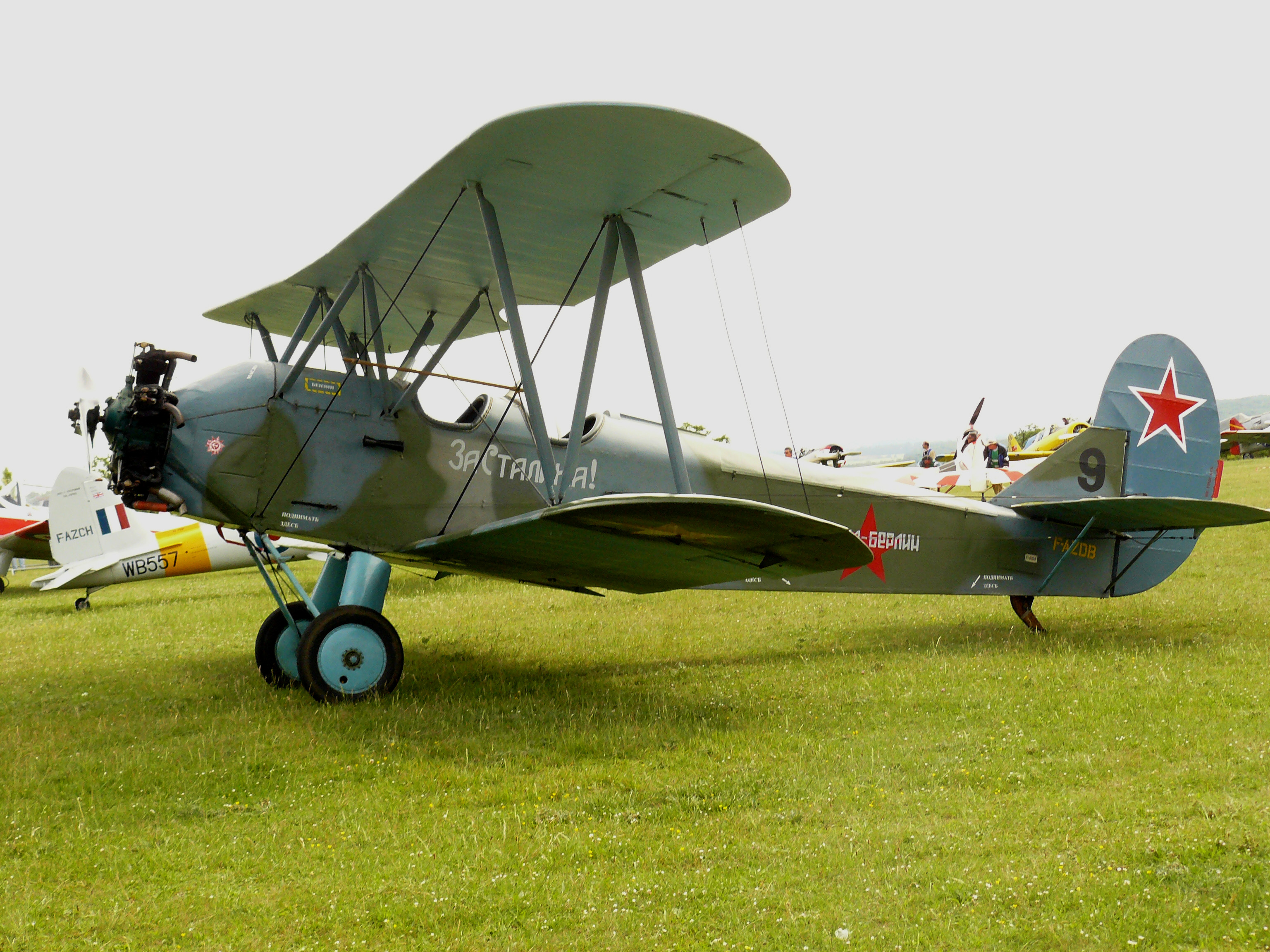
По-2
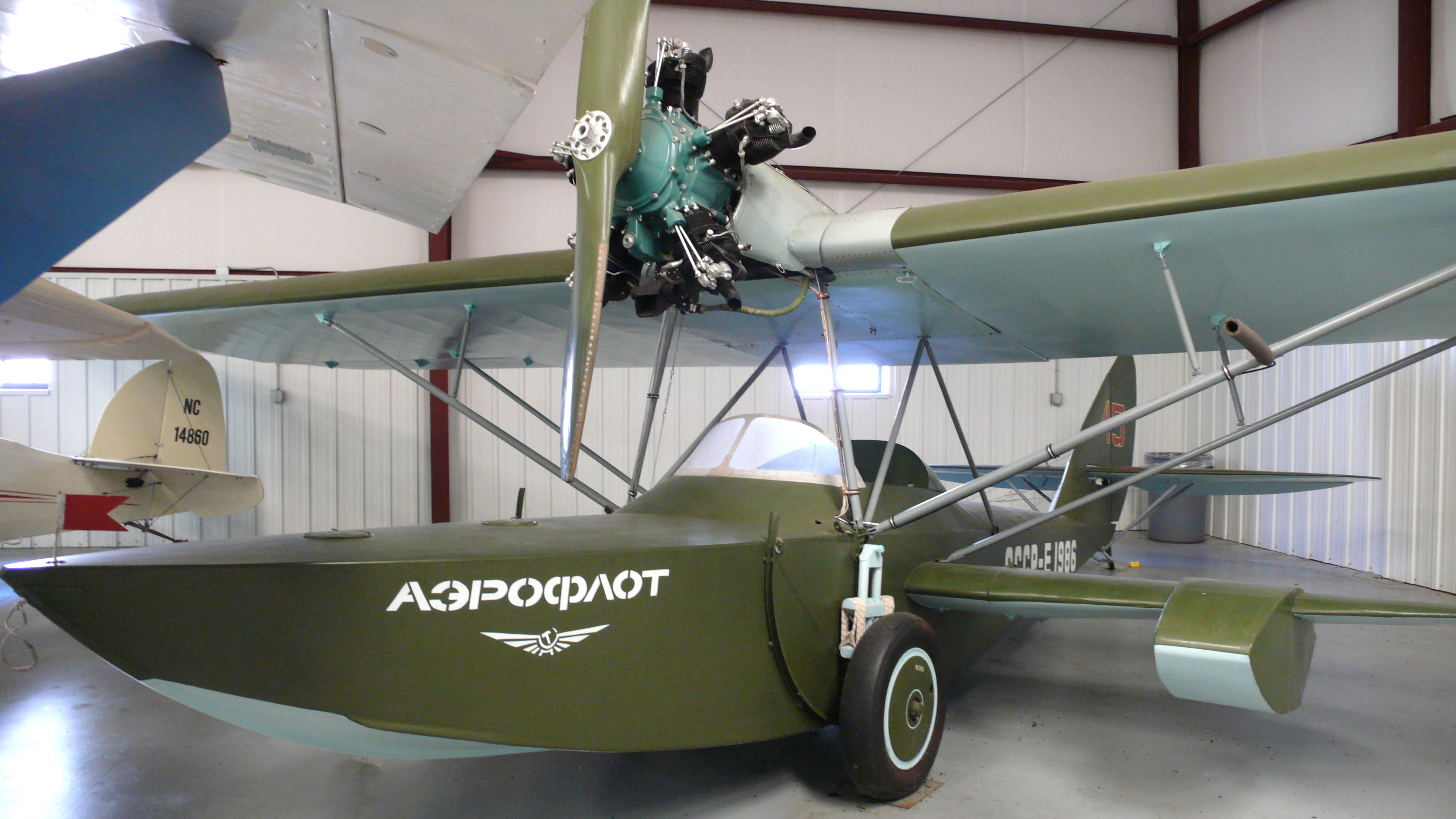
Ш-2
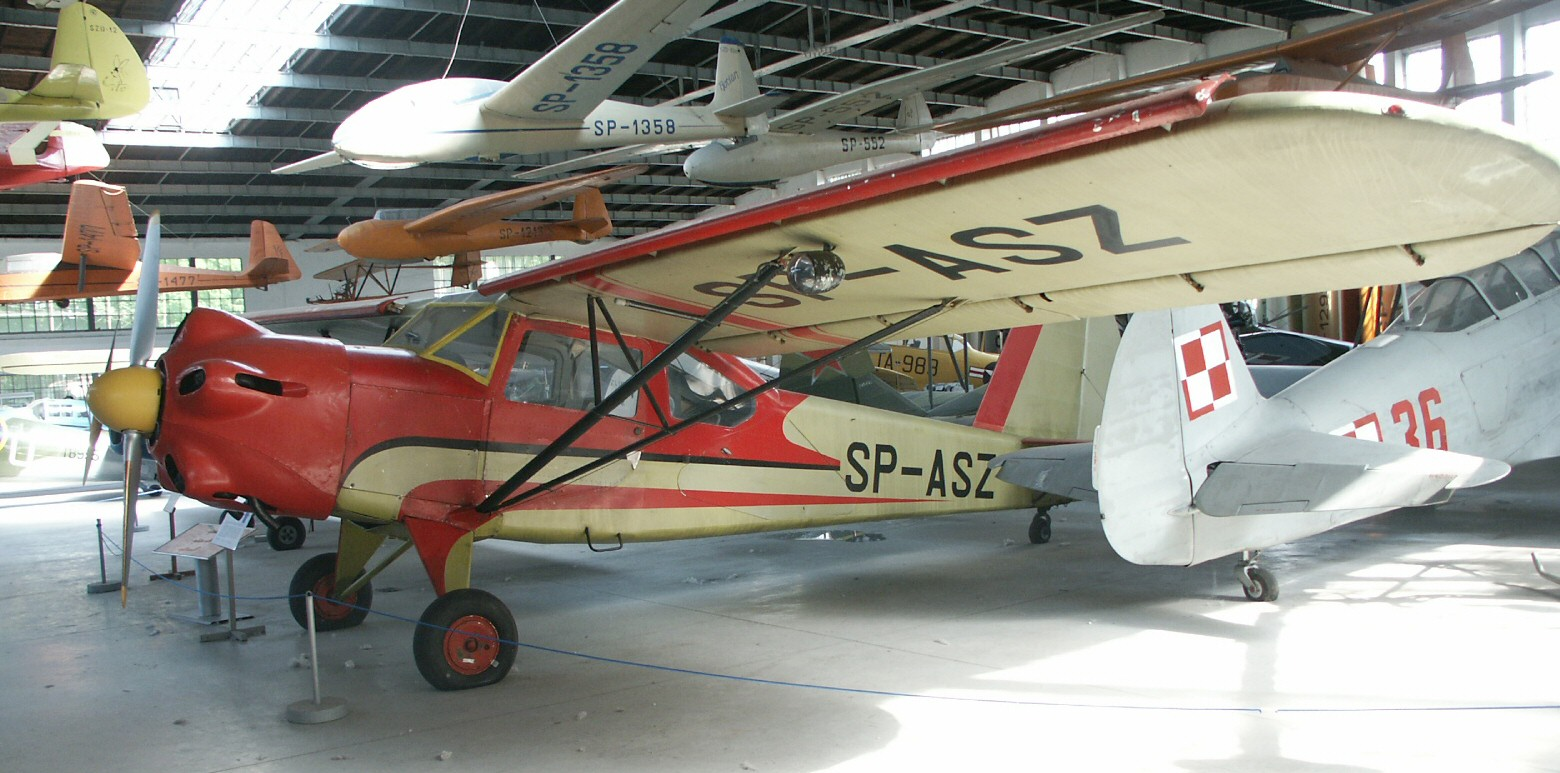
Як-12
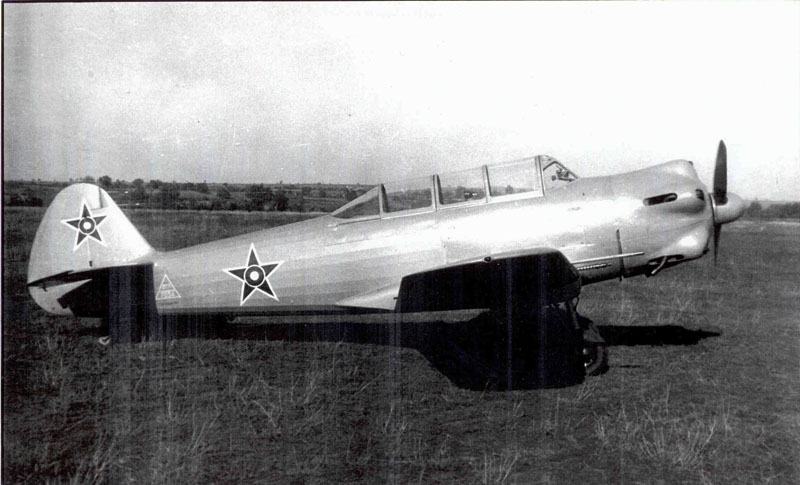
Лаз-7М
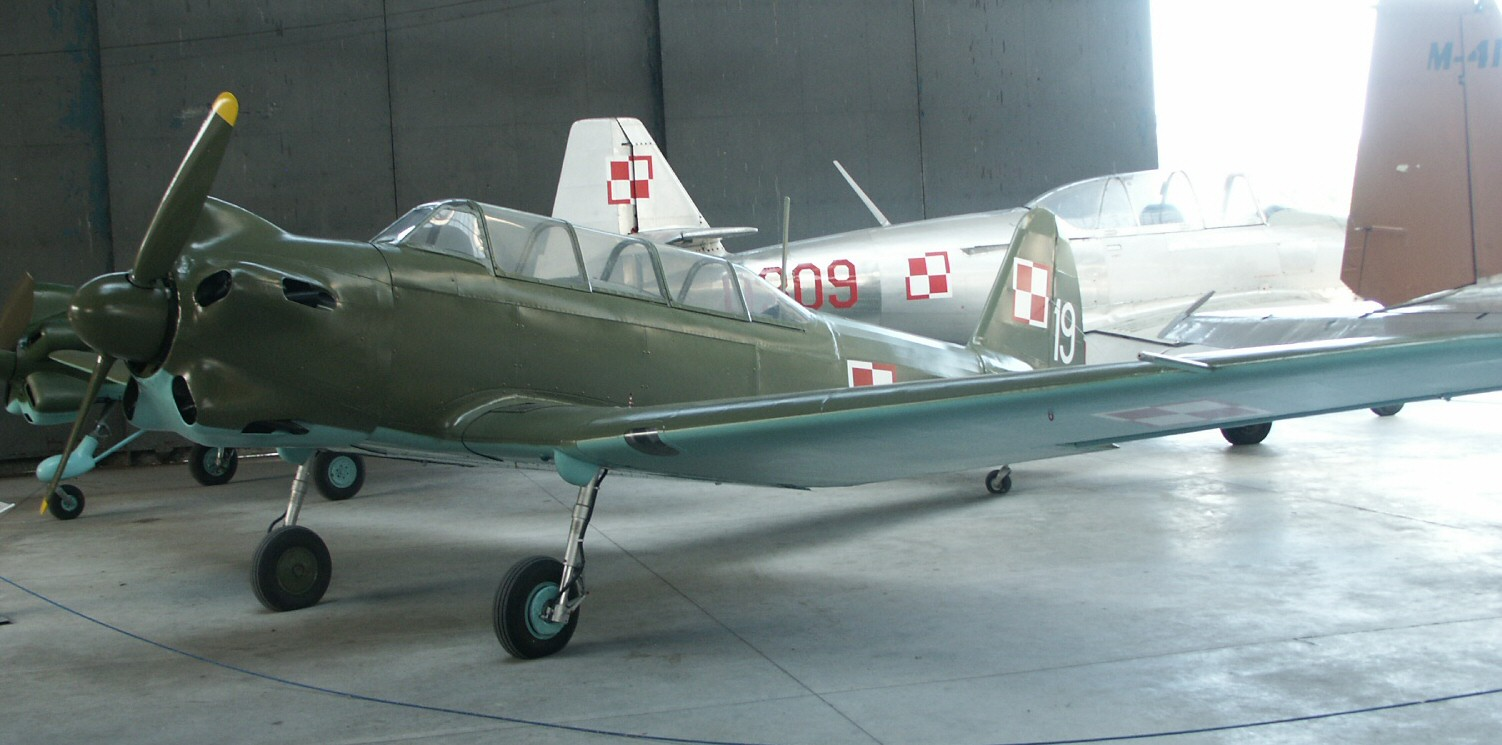
Як-18

## Экспозиция в музеях
Двигатель М-11 представлен в экспозициях следующих музеев:
- Центральный музей Военно-воздушных сил РФ, Монино (Московская область)